# سربازان ثروت (فیلم ۲۰۱۲)
سربازان ثروت (به انگلیسی: Soldiers of Fortune) فیلمی محصول سال ۲۰۱۲ و به کارگردانی نیک لاو است. در این فیلم بازیگرانی همچون کریستین اسلیتر، شان بین، وینگ ریمز، دامینیک مانهن، جیمز کرامول، چارلی بیولی، فردی رودریگز، رایان داناوهو و کالم مینی ایفای نقش کرده‌اند.